# رون كلارك (سياسي)
رون كلارك (بالإنجليزية: Ron Clark)‏ هو محامي وقاضي وسياسي أمريكي، ولد في 5 يناير 1953 بكاريبيتو في فنزويلا. حزبياً، نشط في الحزب الجمهوري. وقد انتخب عضو مجلس نواب تكساس.